# Амар Селимовић
Амар Селимовић (Тузла, 15. јануар 1984) босанскохерцеговачки је позоришни, филмски и телевизијски глумац.
| Год.       | Назив           | Улога        |
| ---------- | --------------- | ------------ |
| 2013—2014. | Тајне           | Роберт Томић |
| 2010.      | Севдах за Каима | Карим        |